# Machnovščyna
Machnovščyna (in ucraino Махновщина?) è stata un'entità territoriale di tipo anarchico e anarco-comunista localizzata nel sudest dell'odierna Ucraina e nata durante la guerra civile russa (1917-1923). È esistita dal 1918 al 1921, ed era gestita da soviet e comuni sotto il controllo dell'Esercito insurrezionale rivoluzionario d'Ucraina di Nestor Ivanovič Machno, leader militare e fondatore della società autonoma.

## Storia
L'Ucraina era un paese composto quasi totalmente da contadini, il che rendeva i campi coltivati il punto più importante dell'economia del paese; ciò permise agli ideali anarchici di diffondersi molto rapidamente, visto che i contadini avevano sempre aspirato alla proprietà della terra che coltivavano da generazioni in condizioni di estremo latifondismo. I terreni sottratti ai grandi latifondisti vennero interamente consegnati ai braccianti e, per quanto possibile, si attuò l'autogestione. I militanti anarchici di Machno difendevano e diffondevano questo modo di vedere le cose: reclamavano un totale smantellamento dell'autorità, ed erano famosi per i manifesti che affiggevano nei centri in cui penetravano:
Dopo il trattato di pace stipulato da Lenin l'11 novembre 1918 e la ritirata delle truppe austro-tedesche che, dopo aver imposto un regime autoritario in Ucraina, avevano tentato di reprimere la grande rivolta guidata da Machno e dai suoi compagni, la risposta fu tale che per la prima volta nella storia vi fu un tentativo di applicazione su larga scala dei principi dell'autogoverno anarchico.
Essendo allora l'Ucraina un paese a stragrande maggioranza contadina, il fulcro dell'instauratosi modello politico-economico machnovista era, di conseguenza, la terra. Moltissimi contadini aderirono dunque agli ideali anarchici. L'indigente bracciantato agricolo, affamato di terre, aveva infatti ricevuto da Machno e dai suoi compagni i latifondi espropriati ai grandi proprietari terrieri. Le collettività contadine locali vissero, per la prima volta, l'esperienza dell'autogestione.

## Il modello sociale
I contadini erano organizzati in comuni, o soviet del lavoro, indipendenti e coltivavano la terra comunitariamente, senza che fosse richiesta una qualche forma di supervisione o coordinamento da parte di un'autorità centrale, in linea con i principi dell'anarco-comunismo. Ne risultava dunque un'organizzazione estremamente egualitaria, dove il soviet aveva la sola funzione di porre in comunicazione i vari collettivi agricoli sparsi sul territorio. Il sistema bolscevico non riuscì a penetrare in tale struttura: le singole unità produttive erano infatti fra loro interagenti, sia a livello locale, sia a livello distrettuale e regionale, portando a forme di collaborazione comunitaria che, però, non limitavano in assoluto la libertà personale dei costituenti.

## I rapporti con i Bolscevichi
I rapporti tra gli anarchici ucraini e i Bolscevichi non sono mai stati particolarmente buoni; infatti già prima della creazione della società anarchica Machno aveva avuto una conversazione con Lenin che ha evidenziato il carattere discordante tra i due e tra le loro ideologie:
La situazione iniziò a peggiorare quando nel 1920 i militanti machnovisti tentarono di stringere patto di collaborazione con i bolscevichi, ma vollero includere una clausola da quest'ultimi considerata assolutamente non condivisibile:
(Daniel Guérin, la Machnovščina)
Ciò non poteva altro che portare allo scontro armato fra anarchici e bolscevichi. Malatesta commentò poi: 
Lo scontro armato finì con la vittoria dell'Armata Rossa, che portò ad una violenta repressione degli ideali anarchici e infine all'annessione della regione alla RSS Ucraina.